# Jemerrio Jones
Jemerrio Jones (Memphis, Tennessee, 9 de abril de 1995) es un baloncestista estadounidense que actualmente se encuentra sin equipo. Con 1,96 metros de estatura, juega en la posición de escolta.

## Trayectoria deportiva

### Universidad
Jugó dos temporadas en Texas, en el Hill College de la NJCAA, donde en su segunda temporada promedió 10 puntos y 10,3 rebotes por partido. En 2016 fue transferido a los Aggies de la Universidad Estatal de Nuevo México, de la División I de la NCAA, donde jugó dos temporadas más en las que promedió 10,4 puntos, 10,8 rebotes, 3,1 asistencias y 1,1 robos de balón por partido. A pesar de jugar como escolta, fue el máximo reboteador de toda la División I de la NCAA, al capturar 450 rechaces en su última temporada.
Fue incluido en el mejor quinteto de la Western Athletic Conference y elegido además Jugador del Año de la conferencia.

### Profesional
Tras no ser elegido en el Draft de la NBA de 2018, sí lo fue en el Draft de la NBA G League, en el puesto 18 por Santa Cruz Warriors, pero poco después fue traspasado a los South Bay Lakers a cambio de los derechos del jugador serbio Alen Smailagić. En su primera temporada en el equipo promedió 9,2 puntos y 9,4 rebotes por partido, saliendo desde el banquillo.
El 31 de marzo de 2019 fichó por Los Angeles Lakers, debutando esa misma noche.
El 5 de julio de 2019, Jones fue traspasado a Washington Wizards en un intercambio entre tres equipos. El 16 de octubre, fue cortado por los Wizards después de cuatro partidos de pretemporada.
Jones se unió a los Wisconsin Herd de la NBA G League al ser adquirido en un traspaso.
El 11 de enero de 2021, fue elegido por los Delaware Blue Coats en el puesto N.º 20 del draft de la NBA G League y debutó el 11 de febrero.
En octubre de 2021, se une a los Wisconsin Herd como jugador afiliado. El 2 de febrero de 2022 es traspasado a los South Bay Lakers a cambio de Wayne Selden y futuras rondas de draft.
El 3 de noviembre de 2022, Jones fue incluido en la lista de jugadores de la noche de apertura de los Lakeland Magic.

## Estadísticas de su carrera en la NBA

### Temporada regular
| Año     | Equipo      | PJ | PT | MPP  | %TC  | %3P  | %TL  | RPP | APP | ROB | TPP | PPP |
| ------- | ----------- | -- | -- | ---- | ---- | ---- | ---- | --- | --- | --- | --- | --- |
| 2018-19 | L.A. Lakers | 6  | 2  | 23.8 | .364 | .200 | .500 | 8.2 | 2.2 | 1.2 | .8  | 4.5 |
| Total   | Total       | 6  | 2  | 23.8 | .364 | .200 | .500 | 8.2 | 2.2 | 1.2 | .8  | 4.5 |